# GameSpy
GameSpy Industries, Inc., відоміша просто як  GameSpy — підрозділ IGN Entertainment, що керує мережею ігрових сайтів і надає послуги для сервісів онлайн-ігор. Історія компанії почалася в 1996 році з випуску програми пошуку серверів для гри Quake, названої QSpy. Зараз вона керується компанією News Corporation, яка купила 92,3% акцій IGN за 650 млн доларів 8 вересня 2005 року, її головний офіс знаходиться в місті Costa Mesa в Каліфорнії. GameSpy працює (або працювала) з такими платформами: PlayStation 2, PlayStation 3, PSP, Xbox, Xbox 360, Nintendo GameCube, Wii, Game Boy Advance, Nintendo DS, N-Gage, Wireless, PC; а також зі старими платформами, що вже не підтримуються. 2 рази на тиждень GameSpy випускає подкаст «Опитування GameSpy».

## Історія компанії
У 1996 році вийшов Quake — перший 3D-шутер із розвиненою системою багатокористувацької гри через Інтернет. У тому ж році Джек Метьюз, Тім Кук і Джо Пауелл заснували SpySoftware і створили програму QSpy для спрощення пошуку інтернет-серверів Quake. Незабаром ця програма була вдосконалена: стала підтримувати інші ігри, крім Quake, і була перейменована в GameSpy. У 1997 році корпоративний стратег Марк Серфас ліцензував програму GameSpy 3D від Spy Software і створив GameSpy Industries. У 1999 році GameSpy отримала фінансову підтримку від підприємця Давида Беркуса. Компанія також випустила MP3Spy.com (пізніше перейменований в RadioSpy.com) — програму, що допомагає людям шукати онлайн-радіоканали, наприклад за допомогою SHOUTcast від Nullsoft. Вона отримує додаткове фінансування у розмірі 3 млн доларів від Yucaipa Companies — інвестиційної групи, очолюваної Голлівудським агентом Майклом Овіцом і південнокаліфорнійського мільярдера, власника мережі супермаркетів, Рональда Беркла. GameSpy швидко стає рентабельним. У 2000 році в нього інвестують компанії Ziff-Davis, видавничий відділ ZDNet.com [Архівовано 5 травня 2022 у Wayback Machine.], і корпорація Guillemot. Одночасно GameSpy закриває свій відділ RadioSpy і відступає з ринку онлайн-музики, на якому домінували peer-to-peer програми, такі як Napster і Gnutella. Компанія випускає GameSpy Arcade. У грудні 2000 року GameSpy купила Roger Wilco, MPlayer.com і деякі активи HearMe. Незважаючи на відключення сервісу MPlayer, технологія RogerWilco удосконалена і впроваджена в GameSpy Arcade. У 2001 році бізнес GameSpy зріс за рахунок SDK і підпрограмного забезпечення для ігрових консолей, таких як Sony PlayStation 2, Sega Dreamcast і Microsoft Xbox. У березні 2004 компанію придбала IGN Entertainment.